# معادلات کوشی-ریمان
معادلات کوشی-ریمان در آنالیز مختلط که به احترام آگوستین لویی کوشی و برنارد ریمان نام‌گذاری شده‌اند، شامل دستگاهی از دو معادله مشتق جزئی هستند که به همراه شروط پیوستگی و مشتق پذیری(اینکه بخش‌های حقیقی و موهومی تابع – توابع حقیقی {\displaystyle u} و {\displaystyle v} – مشتقات جزئی پیوسته داشته باشند) شرط لازم و کافی را برای هلومورفیک بودن یک تابع فراهم می‌کنند. دراین صورت برقراری معادلات، معادل می‌شود با تحلیلی بودن تابع مختلط. این مجموعه از معادلات اولین بار در کارهای دالامبر در ۱۷۵۲ ظاهر شد. بعداً در ۱۷۷۷، لئونارد اویلر این مجموعه را به توابع تحلیلی متصل کرد. کوشی این معادلات را برای ساخت تئوری توابع خود در ۱۸۱۴ به کار برد. رسالهٔ کوشی در مورد تئوری توابع در ۱۸۵۱ منتشر شد.
در برخی منابع گفته شده که ابن هیثم حالتی از معادلات کوشی-ریمان را زودتر در قرن ۱۰-۱۱ میلادی مطرح کرده بود.

## شکل‌گیری
فرض کنید f(x + iy) = u + iv یک تابع از یک مجموعه باز از اعداد مختلط {\displaystyle \mathbb {C} } به {\displaystyle \mathbb {C} } باشد که در آن {\displaystyle x} ،{\displaystyle y} ،{\displaystyle u} و {\displaystyle v} حقیقی اند ({\displaystyle u} و {\displaystyle v} توابع حقیقی-مقدار تعریف شده بر یک زیر مجموعه باز از {\displaystyle \mathbb {R} }. آنگاه {\displaystyle f} هلوموفیک است اگر و تنها اگر {\displaystyle u} و {\displaystyle v} به‌طور پیوسته مشتق پذیر باشند و مشتقات جزئی آن‌ها در معادلات کوشی ریمان که
{\displaystyle {\partial u \over \partial x}={\partial v \over \partial y}}
و
{\displaystyle {\partial u \over \partial y}=-{\partial v \over \partial x}.}
هستند، صدق کنند.
با یک فرمول بندی مختلط طبیعی، بینش هندسی بهتری به وجود می‌آید:
{\displaystyle {i{\partial f \over \partial x}}={\partial f \over \partial y}.}
با توجه به معالات، اگر {\displaystyle u} و {\displaystyle v} دو بار مشتق پذیر باشند آنگاه مادامی که در معادلات لاپلاس صدق می‌کنند باید توابع همساز باشند؛ بنابراین معدلات می‌توانند به صورتی شرایطی بر روی یک جفت تابع همساز دیده شوند که بتوانند به عنوان بخش‌های حقیقی و موهومی یک تابع مختلط تحلیلی به کار روند. برای یک تابع داده شدهٔ همساز {\displaystyle u}، یک تابع همساز نظیر مانند {\displaystyle v}، یک همساز توأم نامیده می‌شود. اگر وجود داشته باشد، حداکثر یا یک عبارت ثابت منحصر بفرد است.

## مثال
فرض کنید مختلط {\displaystyle f} بر روی مجموعه باز D تحلیلی باشد. آنگاه {\displaystyle f} در معدلات کوشی-ریمان صدق می‌کند. یعنی اگر {\displaystyle f(x+iy)=u(x,y)+iv(x,y)} آنگاه
{\displaystyle {\partial u \over \partial x}={\partial v \over \partial y}} و {\displaystyle {\partial v \over \partial x}=-{\partial u \over \partial y}}.
اکنون فرض کنید {\displaystyle {\bar {f}}} نیز روی D تحلیلی است. آنگاه چون {\displaystyle {\bar {f}}(x+iy)=u(x,y)-iv(x,y)}، داریم:
{\displaystyle {\partial u \over \partial x}=-{\partial v \over \partial y}} و {\displaystyle {\partial v \over \partial x}={\partial u \over \partial y}}.
با ترکیب کردنشان با معادلات قبلی داریم:
{\displaystyle {\partial u \over \partial x}={\partial u \over \partial y}={\partial v \over \partial x}={\partial v \over \partial y}=0}.
این نشان می‌دهد که {\displaystyle f} بر روی D به‌طور محلب ثابت است، و ثابت است اگر D همبند باشد.

## مشتق‌گیری
تابع f(z) = u(x, y) + i v(x,
y) بر روی C را در نظر بگیرید. می‌خواهیم مشتق آن را در نقطهٔ z0 محاسبه کنیم. می‌توانیم در جهت محور حقیقی به z0 نزدیک شویم یا در جهت محور موهومی.
اگر از مسیر اول برویم:
| {\displaystyle f'(z)\,} | {\displaystyle =\lim _{h\rightarrow 0}{f(z+h)-f(z) \over h}}                                                      |
|                         | {\displaystyle =\lim _{h\rightarrow 0}{u(x+h,y)+iv(x+h,y)-[u(x,y)+iv(x,y)] \over h}}                              |
|                         | {\displaystyle =\lim _{h\rightarrow 0}{[u(x+h,y)-u(x,y)]+i[v(x+h,y)-v(x,y)] \over h}}                             |
|                         | {\displaystyle =\lim _{h\rightarrow 0}{\left[{\frac {u(x+h,y)-u(x,y)}{h}}+i{\frac {v(x+h,y)-v(x,y)}{h}}\right]}.} |
حالا این به شکل دو معادلهٔ دیفرانسیل است؛ بنابراین:
{\displaystyle f'(z)={\partial u \over \partial x}+i{\partial v \over \partial x}.}
با استفاده از مسیر دوم داریم:
| {\displaystyle f'(z)\,} | {\displaystyle =\lim _{h\rightarrow 0}{f(z+ih)-f(z) \over ih}}                                                     |
|                         | {\displaystyle =\lim _{h\rightarrow 0}{u(x,y+h)+iv(x,y+h)-[u(x,y)+iv(x,y)] \over ih}}                              |
|                         | {\displaystyle =\lim _{h\rightarrow 0}{\left[{\frac {u(x,y+h)-u(x,y)}{ih}}+i{\frac {v(x,y+h)-v(x,y)}{ih}}\right]}} |
|                         | {\displaystyle =\lim _{h\rightarrow 0}{\left[-i{\frac {u(x,y+h)-u(x,y)}{h}}+{\frac {v(x,y+h)-v(x,y)}{h}}\right]}}  |
|                         | {\displaystyle =\lim _{h\rightarrow 0}{\left[{\frac {v(x,y+h)-v(x,y)}{h}}-i{\frac {u(x,y+h)-u(x,y)}{h}}\right]}.}  |
مجدداً این نیز به شکل دو معادلهٔ دیفرانسیل است، بنابراین
{\displaystyle f'(z)={\partial v \over \partial y}-i{\partial u \over \partial y}.}
با برابر گرفتن این دو داریم
{\displaystyle {\partial u \over \partial x}+i{\partial v \over \partial x}={\partial v \over \partial y}-i{\partial u \over \partial y}.}
با برابر گرفتن بخش‌های حقیقی و موهومی، آنگاه
{\displaystyle {\partial u \over \partial x}={\partial v \over \partial y}}
{\displaystyle {\partial u \over \partial y}=-{\partial v \over \partial x}.\quad \square }

## شکل دیگر
فرض کنید {\displaystyle z=x+iy} برای متغیرهای حقیقی x و y. آنگاه می‌توانیم بنویسیم {\displaystyle x=(z+{\bar {z}})/2} و {\displaystyle y=(z-{\bar {z}})/(2i)}. اکنون x و y توابع حقیقی از متغیرهای مستقل مختلط {\displaystyle {\mathit {z}}} و {\displaystyle {\bar {z}}} هستند. با مشتقگیری از x و y:
{\displaystyle {\partial x \over \partial z}={1 \over 2}\ \mathrm {and} \ {\partial y \over \partial z}={1 \over 2i}}
همین‌طور
{\displaystyle {\partial x \over \partial {\bar {z}}}={1 \over 2}\ \mathrm {and} \ {\partial y \over \partial {\bar {z}}}=-{1 \over 2i}.}
با مشتقگیری از تابع {\displaystyle f(x,y)=u(x,y)+iv(x,y)} داریم:
{\displaystyle {\partial f \over \partial z}={\partial f \over \partial x}{\partial x \over \partial z}+{\partial f \over \partial y}{\partial y \over \partial z}\ \mathrm {and} \ {\partial f \over \partial {\bar {z}}}={\partial f \over \partial x}{\partial x \over \partial {\bar {z}}}+{\partial f \over \partial y}{\partial y \over \partial {\bar {z}}}.}
نهایتاً با جاگذاری:
{\displaystyle {\partial f \over \partial z}={1 \over 2}\left({\partial f \over \partial x}+{1 \over i}{\partial f \over \partial y}\right)\ \mathrm {and} \ {\partial f \over \partial {\bar {z}}}={1 \over 2}\left({\partial f \over \partial x}-{1 \over i}{\partial f \over \partial y}\right).}
اگر قرار دهیم {\displaystyle {\partial f \over \partial {\bar {z}}}=0}، آنگاه {\displaystyle {\partial f \over \partial x}=-i{\partial f \over \partial y}} و بنابراین
{\displaystyle {\partial u \over \partial x}+i{\partial v \over \partial x}=-i\left({\partial u \over \partial y}+i{\partial v \over \partial y}\right),}
که برابر با معادلات کوشی-ریمان است.

## نمایش قطبی
با در نظر کرقتن نمایش قطبی {\displaystyle z=re^{i\theta }}، معادلات به این شکل در می‌آیند:
{\displaystyle {\partial u \over \partial r}={1 \over r}{\partial v \over \partial \theta },}
{\displaystyle {\partial v \over \partial r}=-{1 \over r}{\partial u \over \partial \theta }.}
و
{\displaystyle {\partial f \over \partial r}={1 \over ir}{\partial f \over \partial \theta }}
که مشتقات روی {\displaystyle re^{i\theta }} محاسبه شده‌اند.